# Sportwagenrennen Vercelli 1947, 3. Rennen

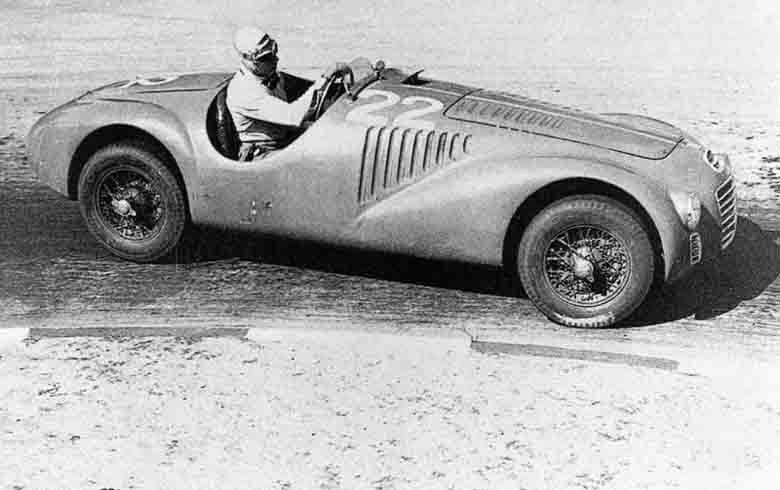
Franco Cortese im Ferrari 125 S bei seiner Siegesfahrt

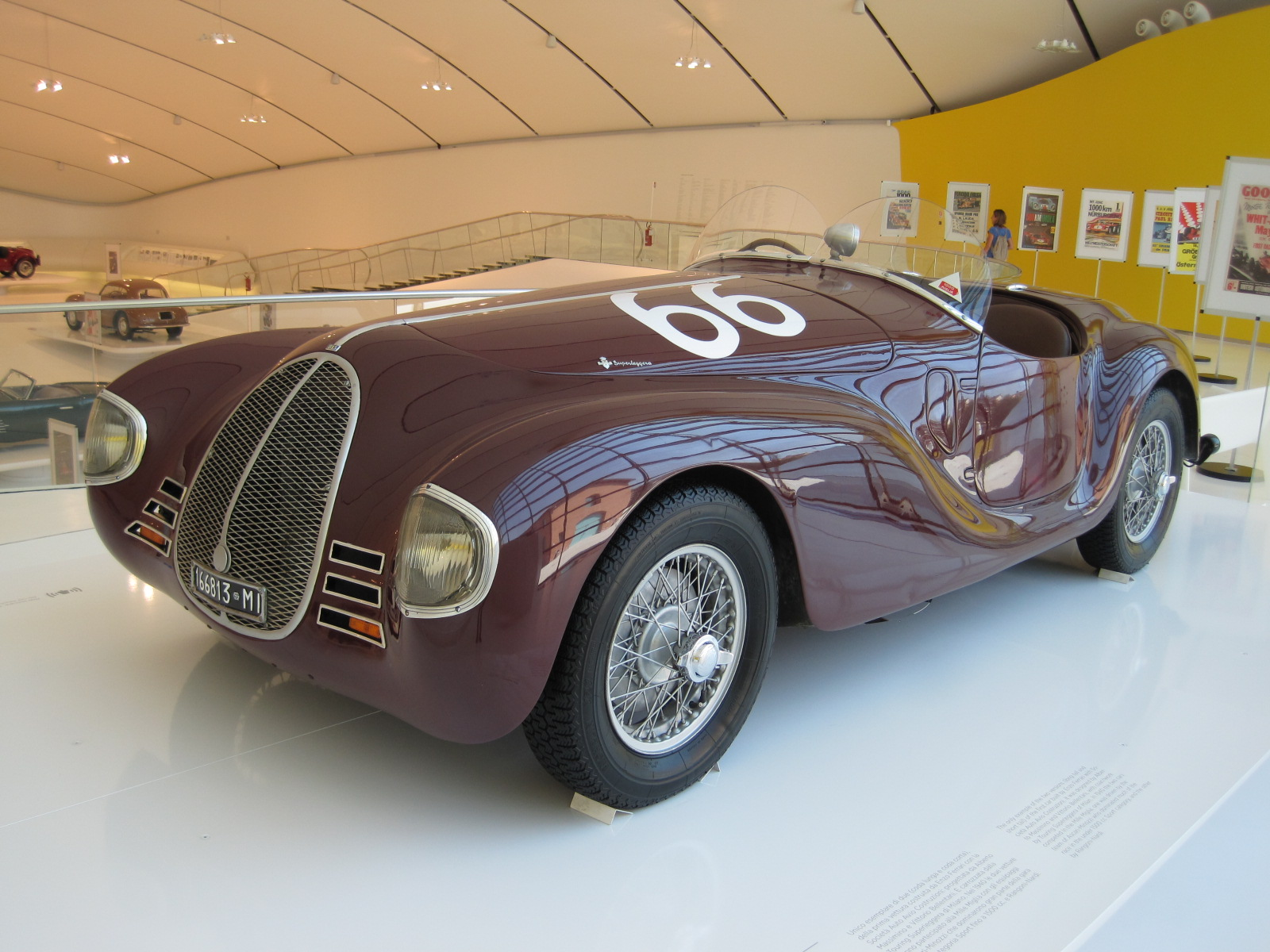
Enzo Ferraris erster Rennwagen, der Auto Avio Costruzioni Tipo 815, wurde in diesem Rennen von Enrico Beltracchini auf Rang 4 gefahren

Das Sportwagenrennen Vercelli 1947, auch Coppa Faini, auch Circuito delle Terme di Vercelli, fand am 1. Juni auf einem Rundkurs in Vercelli statt und zählte zur italienischen Sportwagen-Meisterschaft dieses Jahres.

## Das Rennen
Nach seinem Sieg beim Großen Preis von Rom 1947, der den ersten Sieg eines Ferrari bei einem Autorennen markierte, blieb Franco Cortese eine Woche später auch auf dem Circuito delle Terme di Vercelli erfolgreich. Auf dem 1,827 km langen Straßenkurs wurden an diesem Tag drei Rennen gefahren. Die Veranstaltung für Sportwagen bis 0,75-Liter-Hubraum endete nach 20 Runden und einer Fahrzeit von 30:45,000 Minuten mit einem Erfolg von Sesto Leonardi auf einem Stanguellini S750. Das Rennen für Fahrzeuge bis 1,1-Liter-Hubraum, geführt über 30 Runden, gewann Ferdinando Righetti, der einen Stanguellini S1100 fuhr.
Als Letzte gingen die Wagen über 1,1-Liter-Hubraum an den Start. Cortese siegte im Werks-Ferrari 125 Spyder mit klarem Vorsprung vor Renato Balestrero, der einen weiteren Stanguellini fuhr.

## Ergebnisse

### Schlussklassement
| 1           | S + 1.1  | 22 | Scuderia Ferrari      | Franco Cortese      | Ferrari 125 Spyder             | 20 |
| 2           | SN + 1.5 |    |                       | Renato Balestrero   | Stanguellini 2800SN            | 19 |
| 3           |          |    |                       | Giuseppe Azzi       | Lancia Aprilia                 | 19 |
| 4           | S + 1.1  | 66 | Auto Avio Costruzioni | Enrico Beltracchini | Auto Avio Costruzioni Tipo 815 | 19 |
| 5           | SN 1.5   |    |                       | Aldo Ranzini        | Lancia Aprilia                 | 17 |
| Ausgefallen |          |    |                       |                     |                                |    |
| 6           |          |    |                       | Nino Rovelli        | BMW 328                        |    |

### Nur in der Meldeliste
Zu diesem Rennen sind keine weiteren Meldungen bekannt.

### Klassensieger
| Klasse   | Fahrer            | Fahrzeug            | Platzierung im Gesamtklassement |
| -------- | ----------------- | ------------------- | ------------------------------- |
| S + 1.1  | Franco Cortese    | Ferrari 125 Spyder  | Gesamtsieg                      |
| SN + 1.5 | Renato Balestrero | Stanguellini 2800SN | Rang 2                          |
| SN 1.5   | Aldo Ranzini      | Lancia Aprilia      | Rang 5                          |

### Renndaten
- Gemeldet: 6
- Gestartet: 6
- Gewertet: 5
- Rennklassen: 3
- Zuschauer: unbekannt
- Wetter am Renntag: unbekannt
- Streckenlänge: 1,827 km
- Fahrzeit des Siegerteams: 0:27:57,400 Stunden
- Gesamtrunden des Siegerteams: 20
- Gesamtdistanz des Siegerteams: 36,540 km
- Siegerschnitt: 78,430 km/h
- Schnellste Trainingszeit: Franco Cortese – Ferrari 125 Spyder (#22) – 1:20,400 = 81,806 km/h
- Schnellste Rennrunde:
- Rennserie: 12. Lauf der Italienischen Sportwagen-Meisterschaft 1947